# Blåbärsljusmott
Blåbärsljusmott (Udea hamalis) är en fjärilsart som först beskrevs av Carl Peter Thunberg 1788.  Blåbärsljusmott ingår i släktet Udea, och familjen mott. Arten är reproducerande i Sverige.

## Bildgalleri

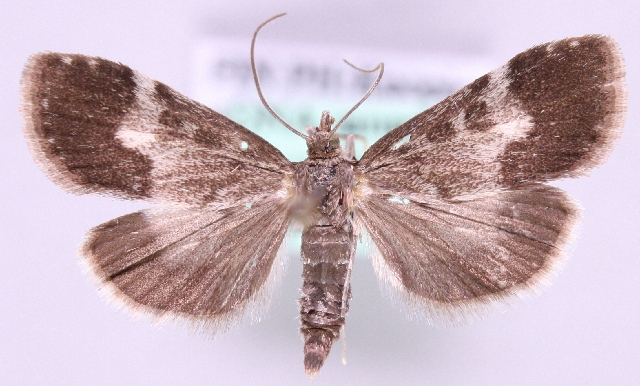